# Mitchell & Ness
Die Mitchell & Ness Nostalgia Company ist ein amerikanisches Unternehmen mit Sitz in Philadelphia, das dort 1904 gegründet wurde. Mitchell & Ness stellt Sportartikel wie Jerseys, Sweatshirts, Collegejacken und Baseballcaps her, überwiegend im Retro-Stil.

## Geschichte

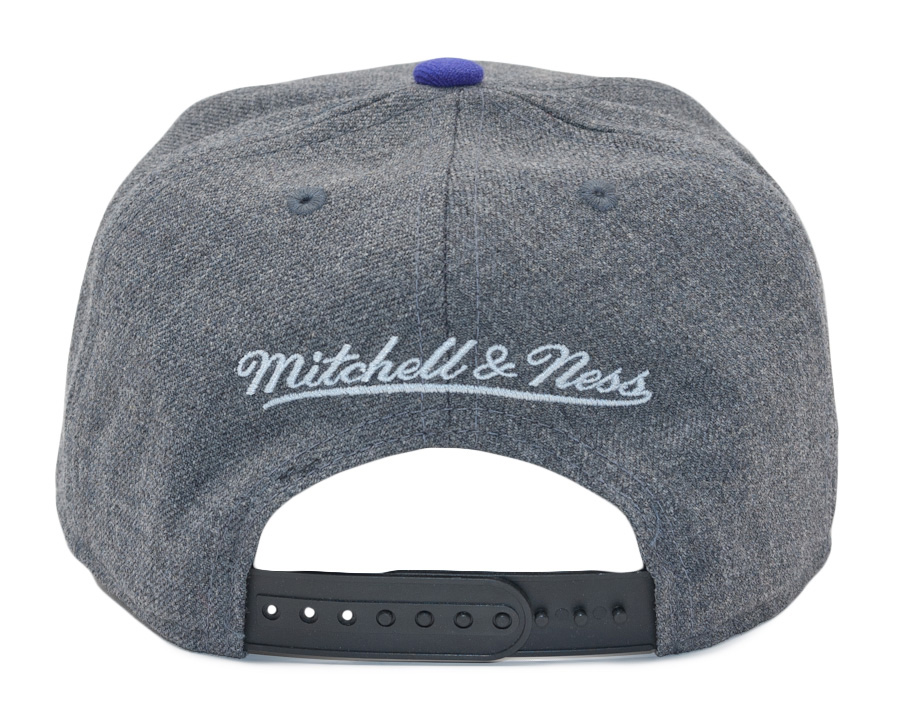
Snapback Cap von Mitchell & Ness

Mitchell & Ness wurde von Frank P. Mitchell, und Charles M. Ness gegründet. Mitchell war Tennis-Spieler und Ringer, während Ness vorher Golfspieler war. Das Unternehmen begann 1904 mit der Produktion von Golf- und Tennisschlägern. Kurze Zeit später erhielt das Unternehmen die Lizenzen von der National Basketball Association, der National Football League sowie der National Hockey League, für die Mitchell & Ness bis heute Jacken, Sweatshirts und Snapback Caps herstellt, die in Deutschland in Sportläden, wie etwa Snipes, angeboten werden. Zuvor versorgten sie die Philadelphia Eagles für die National Football League.
1938 stellte Mitchell & Ness erstmals die Team-Uniformen der Philadelphia Athletics her. In den 1940er-Jahren produzierte Mitchell & Ness weitere Baseball-Uniformen für Teams aus Philadelphia, unter anderem für die Philadelphia Phillies. Schließlich kamen in der zweiten Hälfte des Jahrzehnts Uniformen von Highschool- und College-Teams in der gesamten Region Philadelphias hinzu. Ende der 1970er-Jahre ging Mitchell & Ness zum Einzelhandel über und verkaufte dort Feldhockey- und Skiausrüstung. Der Wechsel in den Einzelhandel trieb Mitchell & Ness beinahe in den Ruin. Nach einer missglückten Expansion wurde 100 Mitarbeitern fristlos gekündigt, zwei Lagerhallen wurden geschlossen.
1985 kam ein Kunde mit dem Wunsch in den Laden von Mitchell & Ness, seine Pirates-Jacke von 1960 und sein St.-Louis-Browns-Hemd von 1949 reparieren zu lassen. Beides waren Woll-Flanell-Jacken, wie alle Baseballuniformen aus dieser Zeit. So entstand mit der Reproduktion von Woll-Flanell-Uniformen eine neue Geschäftsidee.
1988 wurden Lizenzen von der Major League Baseball, 1998 von der National Basketball Association, der National Football League und der National Hockey League erworben.
2007 kaufte Adidas Mitchell & Ness, um in das Reproduktions-Bekleidungsgeschäft einzusteigen. 2016 trennte sich adidas wieder von Mitchell & Ness durch den Verkauf an eine neu gegründete Gesellschaft, die sich mehrheitlich im Besitz von Juggernaut Capital Partners befindet. Der Verkaufspreis betrug 75 Mio. USD und wurde zur Hälfte in bar und zur Hälfte per Schuldschein beglichen. 2022 wurde das Unternehmen zu 75 % von Fanatics und zu 25 % von einer Investorengruppe, bestehend aus prominenten Persönlichkeiten in den USA, zu einem Kaufpreis von 250 Mio. USD erworben.
2008 gaben die Philadelphia Phillies bekannt, dass Mitchell & Ness als Partner für Namensrechte für ihr Bekleidungsgeschäft im Phillies Citizens Bank Park unter Vertrag genommen haben. Der Mitchell & Ness Alley Store befindet sich in der Ashburn Alley.
2018 begann das Unternehmen mit einer Retro-Produktion der 1990er-Jahre. Die damalige Basketball-Teams und deren Logo dienen für Jacken, Hemden und Snapback Caps.
Im Mai 2019 war Mitchell & Ness bei der NBA Fashion „Platinum Pack“
Peter Capolino wird 2020 in die Sporting Goods Industry Hall of Fame in Arizona aufgenommen. Laut Kevin Wulff, CEO von Mitchell & Ness soll in Zukunft eine stärkere Ausrichtung der Produkte von Mitchell & Ness auf Frauen als Fans erfolgen.

## Vertrieb
Die Produkte von Mitchell & Ness werden über große Onlinehändler, wie z. B. zalando, Hatstore oder Snipes vertrieben. Die Produkte findet man aber auch in den Shops bekannter Vereine, wie z. B. dem FC Bayern München, Alba Berlin oder den Telekom Baskets Bonn.
Produkte von Mitchell & Ness sind auch im Hip-Hop populär. Einzelne Replikas bestimmter Jerseys können bis zu 300 USD kosten und wurden entsprechend oft gefälscht. 2006 stand Mitchell & Ness auf Platz 65 der weltweit am meisten gefälschten Marken. Gegen Produktpiraterie geht Mitchell & Ness mit Hologramm-Etiketten und dem massenweisen Schließen von Online-Auktionen gefälschter Produkte vor.
Breites Presseecho erreichte Mitchell & Ness mit der Dream-Team-Collection, die in Erinnerung an das Olympiateam von 1992 mit Spielern wie Michael Jordan, Scottie Pippen, Magic Johnson, Larry Bird und Patrick Ewing im September 2019 veröffentlicht wurde.